# Villa Tulumba
Villa Tulumba est une ville de la province de Córdoba en Argentine, et le chef-lieu du département de Tulumba. Elle est située à 150 km au nord de la capitale provinciale, Córdoba.

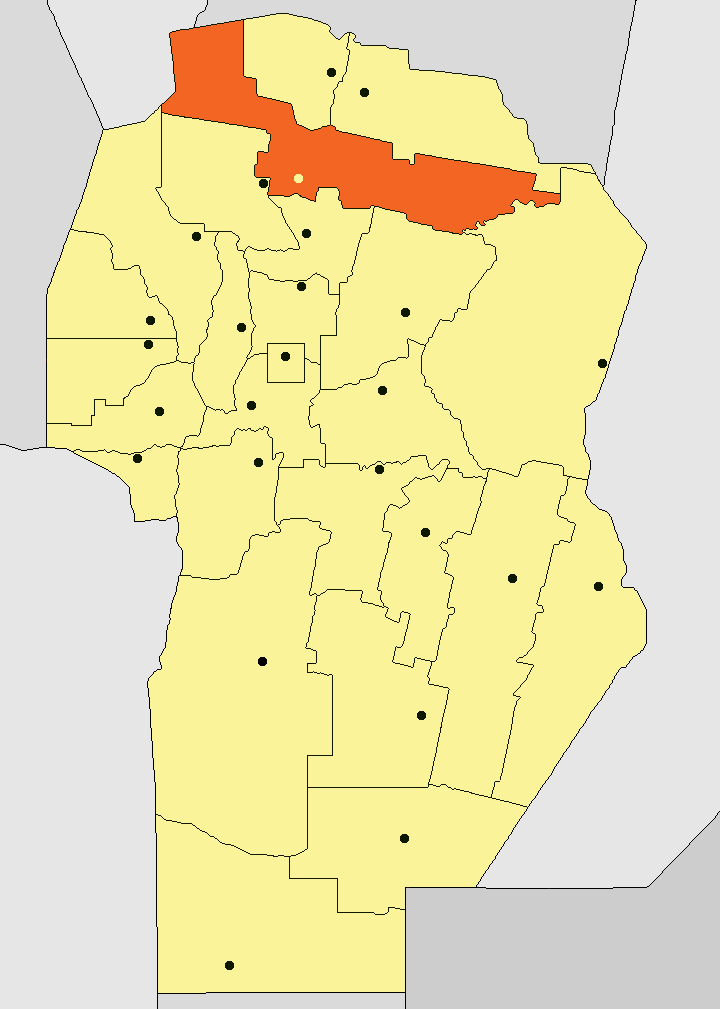
Localisation de la ville dans la province